# ひめシリーズ
『ひめシリーズ』は、ワニマガジン社発行の漫画雑誌である。2011年に創刊された。サブタイトルは「FULL COLOR PINUP & COMIC MAGAZINE」。雑誌、コミック誌と銘打っているが一般的には画集として扱われている。『季刊GELATIN』の後継誌。

## 掲載漫画作品
- 暁葉龍 - 僕の魔法使いは8-bit（るり12）
- 文倉十 - うわばみの魔女（ゆき12）
- 有坂あこ - ココの花（ゆき12）
- ntny - TALENT or HARDWORK（うた13）
- キムラダイスケ - Cultivation（ゆき12）
- キムラダイスケ - 青山遥香は何か出てる（るり12）
- 黒星紅白 - ゆりゆら（なつ11）
- こやまひろかず - Kitsy8（るり12）
- 櫻井エネルギー - 愛をうたう!（うた13）
- しずまよしのり - どどど（なつ11）
- たかみち - メガネキノコの町（なつ11 - ゆき12）
- 津路参汰 - リアルソニック（ゆき12）
- TNSK - よだかの娘（るり12）
- TNSK - 月とパンドラ（うた13）
- toi8 - ネコマタ（なつ11）※『季刊GELATIN』からの移籍
- toi8 - とびとび（ゆき12）
- 西E田 - しのび蔵（なつ11）
- 2D - ECHOES（ゆき12）
- はしもとしん - ぜんじどうブックス（なつ11）
- はしもとしん - 未来世紀オワセ（るり12）
- はしもとしん - ラストエンカー（うた13）
- 火鳥 - 神ングアウト!（なつ11）
- 火鳥 - ひっこめ! オタク三銃士（ゆき12）
- 火鳥 - 色乞いの魔女（るり12）
- 火鳥 - プレイング・ザ・ワールド（うた13）
- PIROSHI - 魔法奴隷べるぜぶ☆めいこ（なつ11）
- ふゆの春秋 - 水彩少女（なつ11）※『季刊GELATIN』からの移籍
- mebae - 暗闇の中でケモノ（なつ11）
- mebae - むちうちうちゅう（ゆき12）
- 優 - なつのいと（なつ11）
- 優 - なくしたことば（ゆき12）
- ゆーげん - アカネと黄昏列車（るり12）
- ワダアルコ - キレる十代さん（なつ11）
- 渡辺明夫 - スケスケインビジブル（るり12）

## 刊行巻
- なつひめ 2011 SUMMER（2011年9月発売、ISBN 978-4862691781）1,680円（税込）
  - 一部書店限定で、小冊子『なつひめ note book』付き[2]
- ゆきひめ 2012 WINTER（2011年12月発売、ISBN 978-4862691866）1,800円（税込）
- るりひめ 2012 SUMMER（2012年7月発売、ISBN 978-4862692115）1,500円（税込）
  - メロンブックス限定で、小冊子『るりひめ "mahoyo" pinup rough works』付き[3]
- うたひめ 2013 SUMMER（2013年7月発売、ISBN 978-4862692535）1,500円（税込）
  - ワニコレにて先着200部限定で小冊子付き